# Clarkia heterandra
Clarkia heterandra là một loài thực vật có hoa trong họ Anh thảo chiều. Loài này được (Torr.) H.F.Lewis & P.H.Raven mô tả khoa học đầu tiên năm 1992.